# Apache CloudStack
CloudStack és un programari d'informàtica en núvol d'infraestructura com a servei de codi obert per crear, gestionar i desplegar serveis d'infraestructura en núvol. Utilitza plataformes d'hipervisor existents per a la virtualització, com ara KVM, VMware vSphere, inclosos ESXi i vCenter, XenServer/XCP i XCP-ng. A més de la seva pròpia API, CloudStack també admet l'API d'Amazon Web Services (AWS) i l'Open Cloud Computing Interface de l'Open Grid Forum.

## Història
CloudStack va ser desenvolupat originalment per Cloud.com, abans conegut com VMOps.
VMOps va ser fundada per Sheng Liang, Shannon Williams, Alex Huang, Will Chan i Chiradeep Vittal el 2008. La companyia va recaptar un total de 17,6 milions de dòlars en finançament de risc de Redpoint Ventures, Nexus Ventures i Index Ventures (Redpoint i Nexus van liderar la ronda inicial de finançament de la Sèrie A). La companyia va canviar el seu nom de VMOps a Cloud.com el 4 de maig de 2010, quan va sortir del mode sigil en anunciar el seu producte. Cloud.com tenia la seu a Cupertino, Califòrnia.
El maig de 2010, Cloud.com va llançar la major part de CloudStack com a programari lliure sota la Llicència Pública General de GNU, versió 3 (GPLv3). Van mantenir prop del 5% de propietat. Cloud.com i Citrix van donar suport a OpenStack, un altre programa de computació en núvol amb llicència d'Apache, en el seu anunci el juliol de 2010.

## Característiques clau
- Interfície d'usuari rica
- Consola VM basada en noVNC
- Alta disponibilitat integrada per a amfitrions i màquines virtuals
- Hipervisor agnòstic
- Múltiples opcions d'emmagatzematge, inclosa la compatibilitat amb el bloc i l'emmagatzematge compartit
- Gestió d'instantània
- Mesuració d'ús
- Gestió de xarxes (VLAN, grups de seguretat)
- Encaminadors virtuals, tallafocs, equilibradors de càrrega
- Suport multifunció
- LDAP, SAML, 2FA
- Xifratge d'extrem a extrem, inclòs la consola segura, el volum i el xifratge de bases de dades
- Compatibilitat amb l'API AWS